# عین قزام
عین قزام (به عربی: عين قزام) یک شهرداری در الجزایر است که در استان تمنراست واقع شده‌است. عین قزام ۴۶٬۸۱۳ کیلومتر مربع مساحت و ۷٬۰۴۵ نفر جمعیت دارد و ۴۰۰ متر بالاتر از سطح دریا واقع شده‌است.